# Колбаса (Новосибирская область)
Колбаса́ — деревня в Кыштовском районе Новосибирской области. Основана в 1890 году. Административный центр Колбасинского сельсовета.
Колбаса расположена в 52 километрах к северу от Кыштовки, на берегу реки Чёка, притока реки Тара.

## Население
| 2002 | 2007 | 2010 |
| ---- | ---- | ---- |
| 321  | ↘238 | ↘180 |

По национальности среди жителей села преобладают белорусы. Моноэтнический состав деревни сформировался в связи с массовым переселением белорусских крестьян в ходе Столыпинской аграрной реформы, в основном, из Могилёвской губернии. Деревня Колбаса была выбрана их местом жительства из-за окружающего ландшафта, похожего на белорусские пейзажи.
Многие жители сохранили традиционную белорусскую культуру, язык и обычаи. Из местных обычаев примечательна традиция жителей Колбасы сохранять собранные на Троицу ветви деревьев, чтобы выбросить из дома при наступлении грозы «для спасения урожая от стихии».
Большинство населения составляют люди пенсионного или предпенсионного возраста, в начале 2000-х годов усилился отток населения среднего возраста из Колбасы.

## Экономика
Рабочих мест в Колбасе мало, в деревне высокий уровень безработицы. Основное предприятие Колбасы — деревообрабатывающее предприятие ООО «Новый мир».
Мясная промышленность представлена Колбасинским пищевым комбинатом, который в настоящее время (по данным на 2007 год) находится под угрозой банкротства.
Многие жители заняты в приусадебном хозяйстве.

## Образование
Единственная школа в Колбасе расположена в одноэтажном деревянном здании, построенном в 1947 году. В 2005/2006 учебном году в 1-9 классах в школе обучалось 28 учащихся, из них 27 являлись жителями самой Колбасы. Старшеклассники (10-11 классы) обучаются в райцентре Кыштовка. На 2023 год школа закрыта. 